# Pityohyphantes navajo
Pityohyphantes navajo är en spindelart som beskrevs av Chamberlin och Ivie 1942. Pityohyphantes navajo ingår i släktet Pityohyphantes och familjen täckvävarspindlar. Inga underarter finns listade i Catalogue of Life.